# Lepidozamija
Lepidozamija (lat. Lepidozamia) je maleni biljni rod iz pordice kijakovki (Zamiaceae) kojemu pripadaju dvije vrste koje kao endemi rastu u Australskim državama Queensland i Novi Južni Wales.
L. hopei s visinom od 17,5 metara najviša je cikada na svijetu, a često se uzgaja kao ukrasna biljka.

## Vrste
1. Lepidozamia hopei Regel
2. Lepidozamia peroffskyana Regel